# Guillermo Cabrera Infante
Guillermo Cabrera Infante (AFI: [ɡiˈʎeɾmo kaˈβɾeɾa iɱˈfante]) (Gibara, 22 aprile 1929 – Londra, 21 febbraio 2005) è stato uno scrittore cubano naturalizzato britannico, vincitore del Premio Miguel de Cervantes nel 1997.
Tra gli autori più importanti e influenti della letteratura cubana, e più in generale latinoamericana, del XX secolo, la sua opera si segnala per una prosa ellittica e abbondantemente polifonica e intertestuale, caratterizzata dall'utilizzo caleidoscopico di colloquialismi cubani e complessi giochi di parole ottenuti per mezzo di metatesi, iperbati e parochesi, il tutto volto al ricercare una prosodia che riproduca la musicalità sincopata del jazz.
È stato per lunghissimo tempo una figura disconosciuta a Cuba a causa della sua spassionata dissidenza nei confronti del regime castrista (buona parte delle sue opere vennero infatti bandite a seguito del suo esilio in Europa e soprattutto due suoi romanzi, Tres tristes tigres e La Habana para un infante difunto, furono additati dal Governo cubano come controrivoluzionari), pur essendone stato agli inizi uno strenuo sostenitore, avendone persino fiancheggiato la lotta per l'abbattimento della dittatura di Fulgencio Batista. Con l'instaurazione della Cuba socialista, difatti, giunse ad occupare una posizione di tutto rispetto in seno al suo nuovo assetto socioculturale (svolse infatti i ruoli di presidente del Consejo Nacional de Cultura, direttore del Instituto del Cine e caporedattore di Lunes de Revolución, l'inserto letterario dell'organo di stampa ufficiale del Partito Comunista di Cuba Granma), ma arrivò a distaccarsene nella seconda metà degli anni sessanta, per via delle frequenti e forti ingerenze del Governo alle quali dové sempre più sottostare nell'esercizio delle proprie mansioni (ed in generale al dover assistere a quella che riteneva esser un'involuzione autoritaria in diversi ambiti della società cubana).
Costretto dunque a prendere la via dell'esilio (risiedé più o meno stabilmente a Londra fino alla fine dei propri giorni), soltanto nel 2009, a quattro anni dalla propria morte, venne fatto oggetto d'una riabilitazione postuma, permettendo così nel Paese caraibico la pubblicazione della sua opera omnia e la sua giusta collocazione all'interno della storia artistica e culturale cubana.
Da sempre appassionato di cinema (è stato infatti direttore del Instituto del Cine, quand'era ancora allineato al proprio governo, e autore di svariate recensioni critiche di film), ha poi svolto una discreta attività di sceneggiatore, lavorando ai copioni di film come Punto zero (Vanishing Point, 1971) di Richard C. Sarafian (per cui si firmò Guillermo Caín) e The Lost City (2005) di e con Andy García.

## Opere
- Così in pace come in guerra (Asì en la paz como en la guerra) (1960) A. Mondadori, 1963
- Tre tristi tigri (Tres tristes tigres) (1967) Il saggiatore, 1976 (del quale esiste anche una versione cinematografica, Tre tristi tigri)
- Vista del amanecer en el trópico (1974)
- O (1975)
- Exorcismos de esti(l)o (1976)
- L'Avana per un infante defunto (La Habana para un infante difunto) (1979) Garzanti, 1993. ISBN 8811660777
- Puro humo (1985)
- Mea Cuba (1992) Il saggiatore, 1997. ISBN 8842804657
- Delito por bailar el chachachá (1995)
- Mi música extremada (1996)
- Ella cantaba boleros (1996)
- Vidas para leerlas (1998)
- Il libro delle città (El libro de las ciudades) (1999) Il saggiatore, 2001. ISBN 884280925X
- Todo está hecho con espejos (1999)
- La ninfa inconstante (2008)- tradotto in Italia da Gordiano Lupi per Sur
- Cuerpos divinos (postumo)

### Recensioni cinematografiche
- Un oficio del siglo XX (1963)
- Arcadia todas las noches (1978)
- Cine o sardina (1997)

### Sceneggiature cinematografiche
- Wonderwall, regia di Joe Massot (1968)
- Punto zero (Vanishing Point), regia di Richard C. Sarafian (1971)
- The Lost City, regia di Andy García (2005)